# Collinsia holmgreni
Collinsia holmgreni là một loài nhện trong họ Linyphiidae.
Loài này thuộc chi Collinsia. Collinsia holmgreni được Tord Tamerlan Teodor Thorell miêu tả năm 1871.